# Ornebius flori
Ornebius flori är en insektsart som beskrevs av Sigfrid Ingrisch 1998. Ornebius flori ingår i släktet Ornebius och familjen Mogoplistidae. Inga underarter finns listade i Catalogue of Life.